# ساندی گرافیک
ساندی گرافیک (انگلیسی: Sunday Graphic) یک روزنامه تابلوئید انگلیسی بود که در خیابان فلیت منتشر می‌شد.
این روزنامه در سال ۱۹۱۵ با نام ساندی هرالد تأسیس شد و بعدها به Illustrated Sunday Herald تغییر نام داد. در سال ۱۹۲۷ نام خود را به Sunday Graphic تغییر داد و به خواهر روزنامه دیلی گرافیک تبدیل شد. در سال ۱۹۳۱ با ساندی نیوز ادغام شد. انتشار آن در ۴ دسامبر ۱۹۶۰ متوقف شد.